# 近松門左衛門
近松門左衛門（日语：／ Chikamatsu Monzaemon，1653年—1725年1月6日）是日本江户时代前期的劇作家，本名杉森信盛，出生於越前國，人形净琉璃、歌舞伎的代表作者，亦與井原西鹤、松尾芭蕉並稱元禄三文豪。

## 生平
近松門左衛門于承应2年（1653年）出生于越前国的一个武士世家，其出生地不详，学界一般认为在今福井市，但也有学者认为他出生于鯖江市。其父杉森信義曾是越前福井藩藩主松平忠昌麾下食禄300石的武士，後脱藩成为浪人，並率全家前往京都，近松本人则成为朝廷的侍从，之后，他转向学习俳谐及古典文学:215。
1664年随父亲杉森信义移居京都。侍奉后水尾天皇之弟一条惠观及阿惠实藤等公家，无官位，接受到王朝传统文化的熏陶。
1673年—1684年（延宝天和年间）为宇治加贺掾、坂田滕十郎创作剧本。由于当时并不署名，无法确定哪部为门左卫门作品。「曾我兄弟復仇事件」的後日談《世继曾我》上演后大受好评，奠定其净琉璃作者地位。
1686年 《佐佐木大鑑》为有记载的首部署名为近松门左卫门的作品。
1705年 移居大阪，专注创作。
1715年 《国姓爷合战》发表，从10月开始连续上演17个月。
1716年 母喜里逝世。
1724年 门左卫门逝世。有三子，次子，末子从事净琉璃相关工作。

## 作品
竹本座所属人形净琉璃作者，中途曾转向歌舞伎创作，后又回归人形净琉璃的创作。《出世景清》被称为是近世净琉璃的开端。创作了100余部剧本，其中20余部为主要以百姓生活为题材的世话剧，其余为取材于武家公家等贵族题材的时代剧。最受的欢迎的是《曾根崎心中》《國性爺合戰》，这两部在昭和年间仍被搬上舞台。根据穗积以贯《难波土产》中记载，门左卫门曾提出“虚实皮膜论”，艺术就是处于虚实之间皮膜处的东西。

### 淨瑠璃
- 1685年《出世景清》
- 1703年《曾根崎心中》：近松最初的通俗故事
- 1707年《堀川波鼓》
- 1711年《冥土の飛脚》
- 1715年《国性爷合战》
- 1720年《心中天網島》
- 1721年《女殺油地獄》